# 豊山駅 (咸鏡北道)
豊山駅（プンサンえき、朝鮮語: 풍산역）は、朝鮮民主主義人民共和国咸鏡北道会寧市にある、朝鮮民主主義人民共和国鉄道省咸北線の鉄道駅である。

## 歴史
- 1917年9月21日：開業[1]。